# Istituto storico italo-germanico
Das Istituto storico italo-germanico (Isig), deutsch Italienisch-Deutsches Historisches Institut, ist eine Stiftung für historische Forschung in Trient, die sich den italienisch-deutschen Beziehungen widmet.

## Geschichte
Das Istituto Trentino di Cultura wollte nach der Gründung der Universität Trient auch die angewandte Forschung fördern und gründete 1973 das Italienisch-Deutsche Historische Institut (Istituto storico italo-germanico). Die Gründerväter waren Paolo Prodi und Hubert Jedin. Dem Isig gehörte bis zu dessen Schließung auch ein Religionsforschungsinstitut – das Istituto di Scienze religiose – an. Prodi (1973–1997) folgten als Direktoren Giorgio Cracco (1998–2005), Gian Enrico Rusconi (2005–2010), Paolo Pombeni (2010–2016) und Christoph Cornelißen (2017–2023). Seit Februar 2023 ist Massimo Rospocher Direktor des Instituts.
2007 wurde das „Istituto Trentino di Cultura“ in eine privatrechtliche Stiftung überführt, benannt nach dem Trentiner Politiker und Mitgründer der Universität Bruno Kessler (Fondazione Bruno Kessler). Die Initiative zur Einrichtung eines Instituts für historische Exzellenzforschung geht auf das Betreiben von Paolo Prodi zurück, dem Leiter des Instituts seit seiner Gründung bis 1997. Prodi hatte als Historiker der Reformation und der Gegenreformation einen Treffpunkt im Sinn, an dem die Tradition des kulturellen Austausches und des Gegenüberstellens von der lateinischen und der deutschen Welt einen idealen Sitz für die Reflexion über die Wurzeln eines idem sentire de re publica (gemeinsamen Vorstellungen in Bezug auf öffentliche Angelegenheiten) finden sollten, das der modernen europäischen Kultur Gestalt verliehen hatte.

## Aktivitäten
Das Institut wurde inzwischen tiefgreifend umgewandelt. Das Historikerteam wurde nach einem internationalen Auswahlverfahren auf 13 Mitarbeiter erweitert.
Seit Jahrzehnten veranstaltet das Institut alljährlich eine mehrtägige Wissenschaftlertagung (Settimana di Studio / Studienwoche) zu einem bestimmten Thema.
Seit 1975 werden in der mehrsprachigen Institutszeitschrift Annali dell’Istituto storico italo-germanico in Trento / Jahrbuch des italienisch-deutschen historischen Instituts in Trient die Ergebnisse der wissenschaftlichen Aktivitäten des Instituts sowie Forschungsergebnisse aus Italien und Deutschland veröffentlicht. Seit 2011 erscheint die Fachzeitschrift mit Peer-Review zweimal im Jahr in neuem Gewand: eine Nummer auf Italienisch und eine auf Deutsch, um die Leser ohne direkten Zugang zu der jeweils anderen Sprache mit geschichtswissenschaftlichen Untersuchungen des deutschen bzw. italienischen Sprachraums bekannt zu machen. Nach Selbstbeschreibung fördert das Jahrbuch „den Kontakt von Wissenschaftlern/innen und Studierenden verschiedener Generationen und Nationalitäten, die sich unter besonderer Berücksichtigung der Beziehungen zwischen Italien und dem deutschen Sprachraum mit historischen Fragen beschäftigen, die in einem europäischen und außer-europäischen Kontext vom späten Mittelalter bis zur Zeitgeschichte reichen können.“ Darüber hinaus gibt das Institut zahlreiche Schriftenreihen heraus, unter anderem die Quaderni, die Monografie, die Contributi / Beiträge, Schriften und Fonti. Seit Anfang 2018 gibt das Institut die frei zugängliche Online-Rezensionszeitschrift Annali.Recensioni.Online heraus; dafür erscheint die Print-Zeitschrift Annali seitdem ohne Rezensionsteil. Das elektronische Besprechungsorgan, bei dem alle Beiträge einem Peer-Review unterzogen werden, versteht sich als Organ zur Förderung des deutsch-italienischen Wissenschaftsdialogs.
Das Institut nutzt für Bekanntmachungen den YouTube-Kanal der Fondazione Bruno Kessler.